# أكمية ثعلبية
أكمية ثعلبية (الاسم العلمي:Aechmea alopecurus) هي نوع من النباتات تتبع جنس الأكمية من الفصيلة البروميلية.